# 科茲利尼奇 (馬涅維奇區)
51°16′0″N 25°55′10″E / 51.26667°N 25.91944°E
科茲利尼奇（烏克蘭語：Козлиничі）是烏克蘭西部的村莊，隸屬沃倫州的卡明-卡希爾斯基區。該村始建於1577年，面積1.8平方公里，海拔高度172米，2001年人口453，人口密度每平方公里252.09人。